# Sonorama 2011

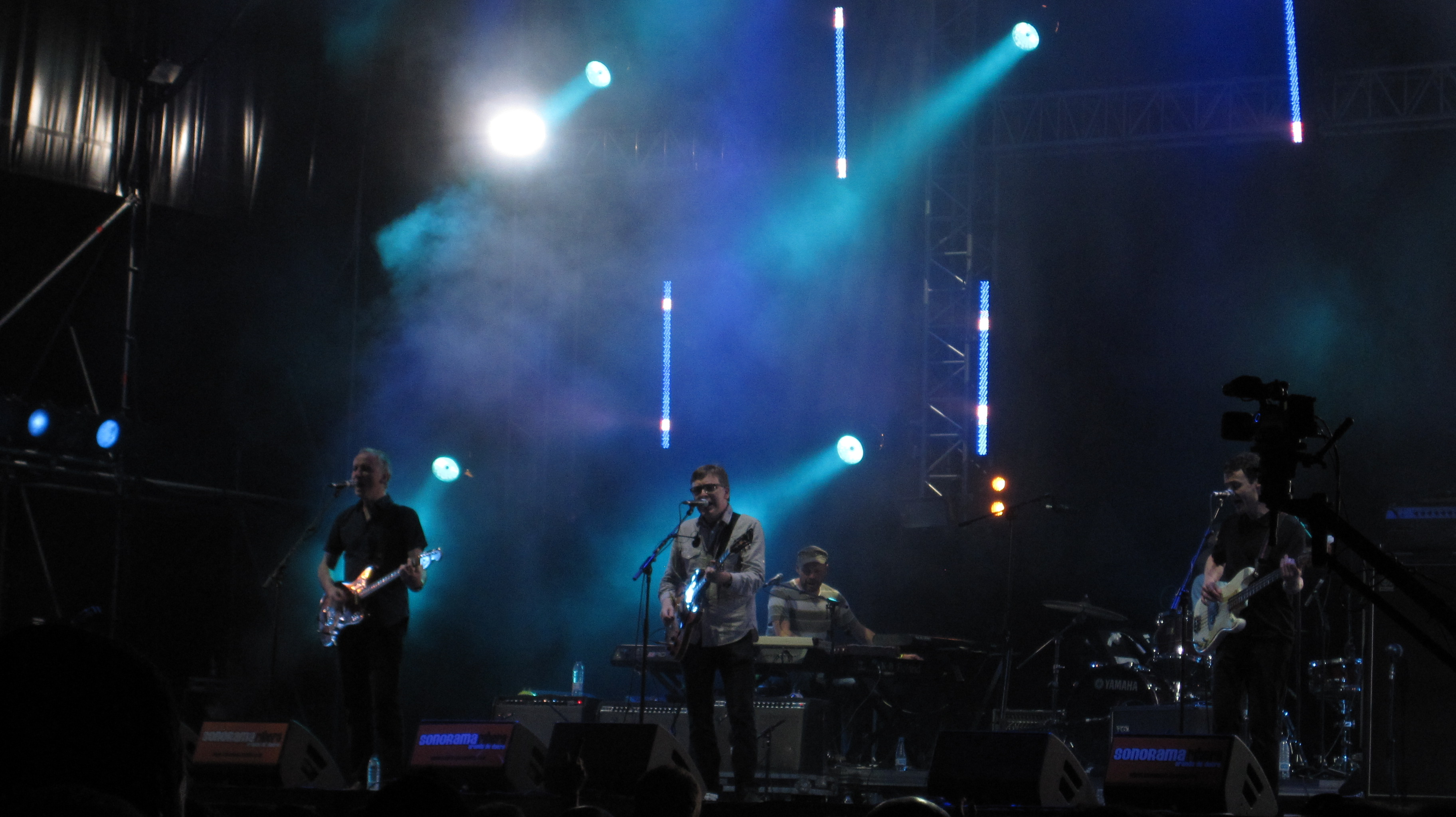
Teenage Fanclub en su actuación de 2011, en el escenario Principal.

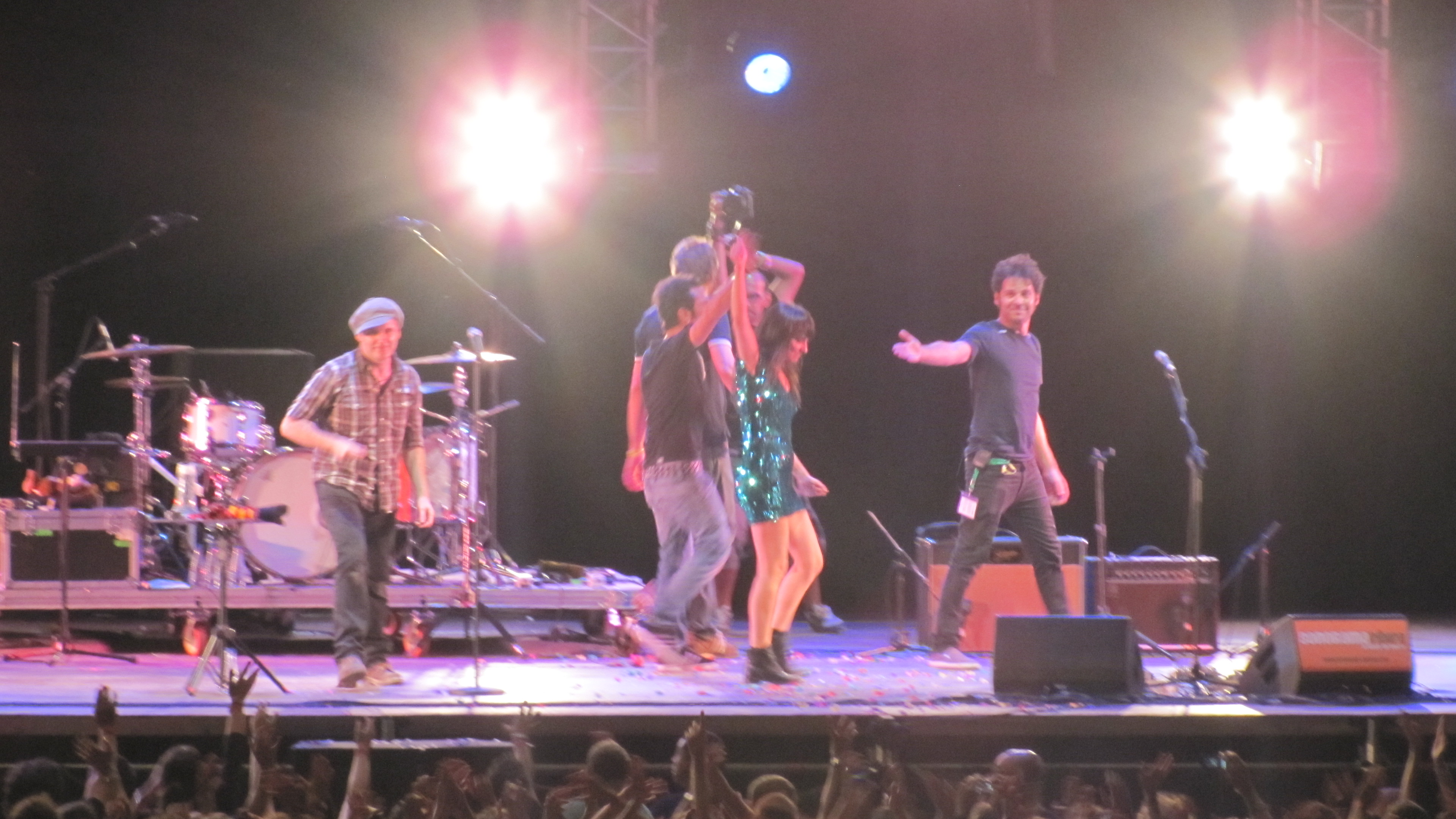
Amaral, en su concierto durante el Festival.

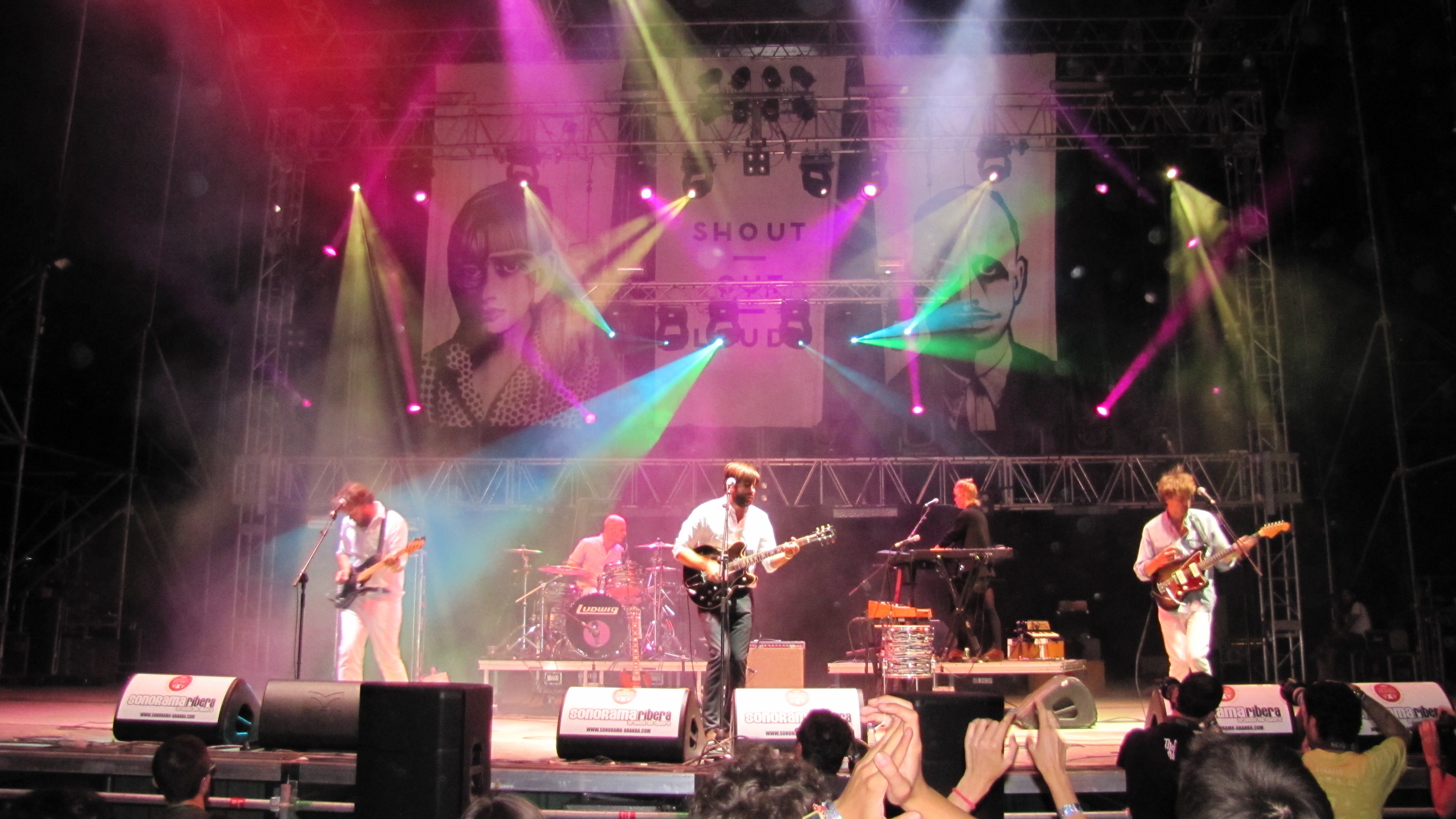
Shout Out Louds, en su concierto durante el Festival.

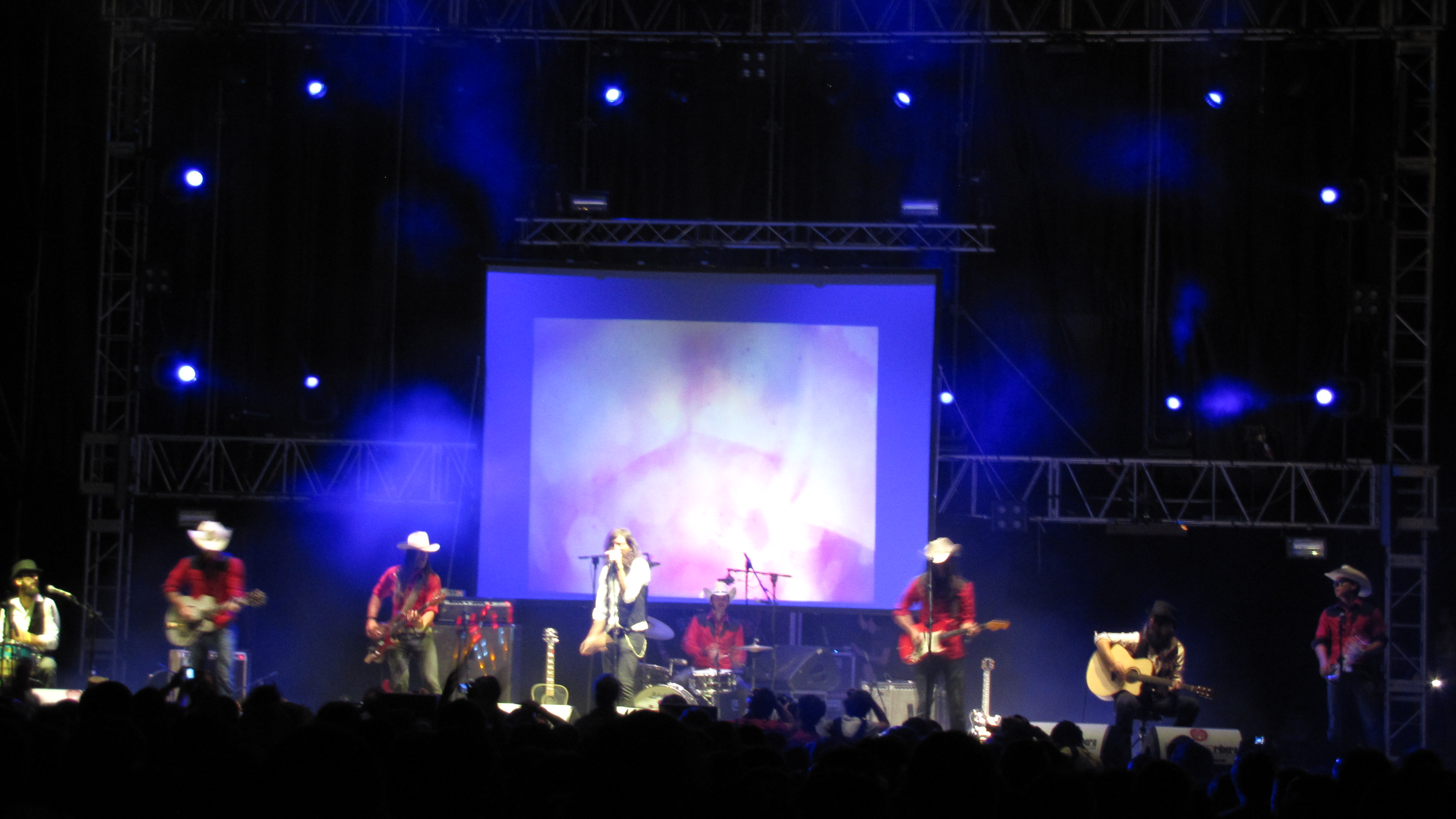
Los Coronas y Arizona Baby, en su concierto de 2011 durante el Festival.

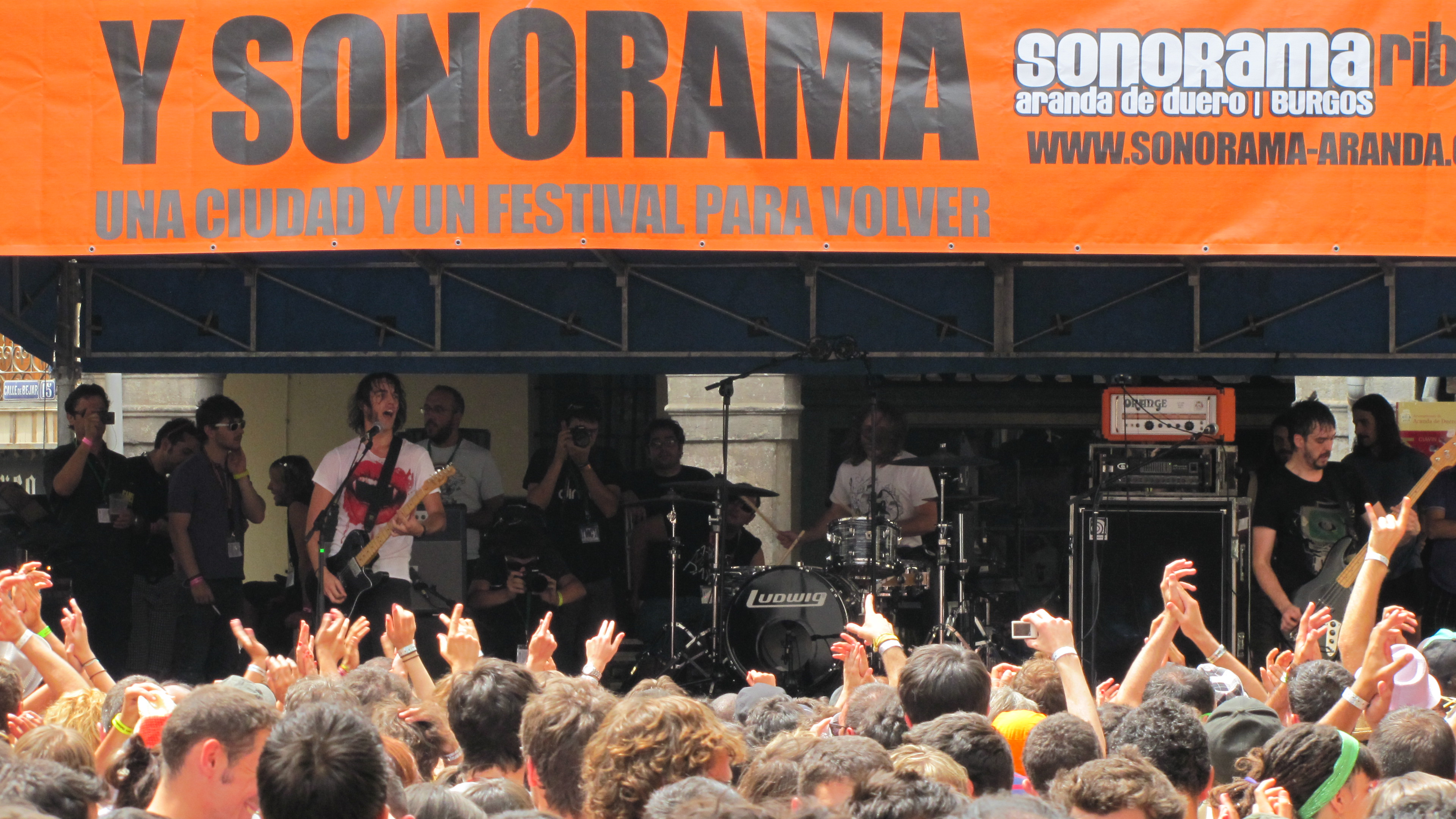
Dinero en su concierto de 2011, en la Plaza del Trigo, durante el Festival.

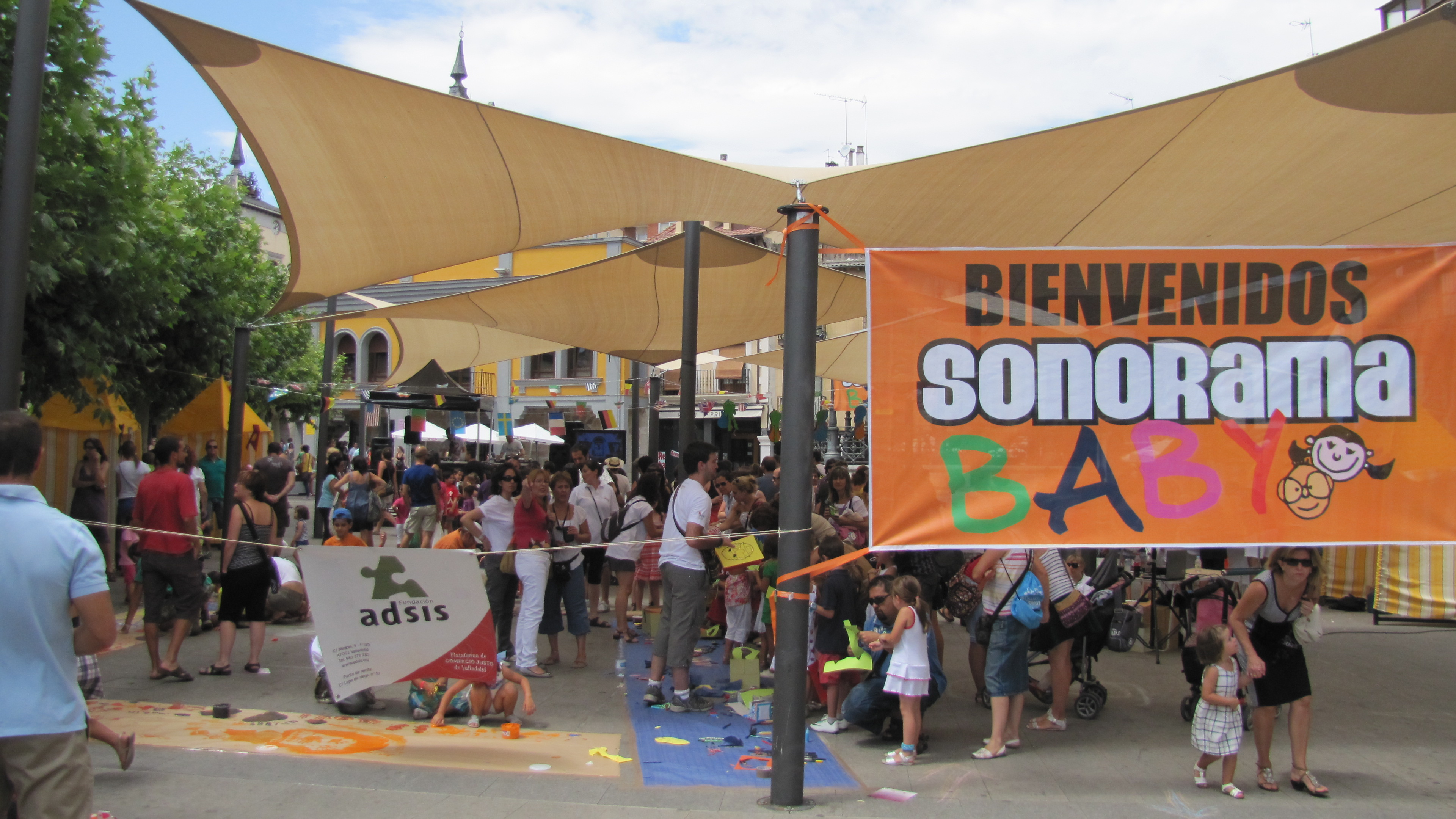
La programación "Sonarama Baby" en la Plaza Mayor de Aranda de Duero.

Sonorama 2011 fue la XIV edición del Festival Sonorama, llevada a cabo en la ciudad de Aranda de Duero (Provincia de Burgos, España), a mediados de agosto de 2011, y organizada por la Asociación Cultural, y sin ánimo de lucro, "Art de Troya". Más de 40.000 asistentes acudieron al festival, durante los 4 días de duración.
- Lugar: Recinto Ferial y Centro histórico.
- Fecha: 11, 12, 13 y 14 de agosto.
- Características: Por primera vez se celebra durante 4 días, ampliándose también al domingo. Y se abre al público infantil con "Sonorama Baby", una programación, vinculada a la música, especialmente pensada para niños. Hubo más de 40.000 asistentes entre los 4 días.

Durante el festival actuaron:
Cartel Internacional:
- Rinôçérôse (Francia)
- Teenage Fanclub (Escocia)
- The Hidden Cameras (Canadá)
- Los Campesinos! (Gales)
- Shout Out Louds (Suecia)

Cartel Nacional  (por orden alfabético):
- Alex Ferreira
- Amaral, ofreció su único concierto del verano, y presentó por primera vez las canciones de su disco "Hacia lo salvaje".[3]

- Bigott
- BuffetLibre Djs
- Catpeople
- Cohete
- Coque Malla
- Cycle
- Delorean
- Dinero
- Dorian
- Dos Bandas y un destino (Los Coronas + Arizona Baby), con Curro Savoy
- El Columpio Asesino
- El Guincho
- eLe De eMe
- Ellos
- EME Dj
- Fuzz
- Fuzzy White Casters
- Grises
- Guadalupe Plata
- Hola a Todo el Mundo
- Holywater
- Idealipsticks
- Iván Ferreiro
- La Bien Querida
- La Frontera
- La Habitación Roja
- Lapido
- Los Campesinos
- Medelia
- Mishima
- Montevideo
- Nacho Vegas
- Nadadora
- Ni Voz Ni Bótox
- Niños Mutantes
- No Band For Lluvia
- La Orquesta Poligonera (Iván Ferreiro + Coque Malla + Anni B Sweet + Noni y Ale de Lori Meyers + Guille Mostaza...)
- Pequeño
- Second
- Sex Museum
- Sexy Sadie
- Sexy Zebras
- Shout Out Louds
- Stay
- Supersubmarina
- Tachenko
- The Last Dandies
- The Leadins
- The Noises
- Triángulo de Amor Bizarro
- Xoel López